# Obsession
Obsession – gra komputerowa, symulacja flippera stworzona przez Unique Development Studios w 1994 pierwotnie dla Atari STE, a następnie wydana też na Amigę. Stół przesuwa się płynnie w pionie za piłką. Gra działa także na Atari Falcon.
UDS prowadziło pracę nad ulepszoną wersją Obsession z multiballem i stołami przerysowanymi w 256 kolorach. Gra była przygotowywana z myślą o Atari Falcon. Materiały z nieukończonej gry zakupiła firma Merlin Software, obiecywała ona wydanie gry tak, jak to pierwotnie planowała UDS, lecz nigdy do tego nie doszło. W roku 1996 firma 21st Century Entertainment wydała grę Absolute Pinball dla PC, która oparta została na materiałach z niewydanej Obsession II. Gra zawiera trzy identyczne stoły, w tym jeden nowy.

## Stoły
- Aquatic Adventure – motyw podwodny
- X-ile Zone – motyw cmentarza
- Balls'N'Bats – motyw baseballa
- Desert Run – motyw wyścigu samochodowego

## Specyfikacja
Cechy audio i wideo:
- Wersja Atari STE:
  - powyżej 16 kolorów jednocześnie na ekranie (maksymalnie ok. 40)
  - do 64 kolorów na całej planszy stołu
  - pionowe przewijanie
  - 4 kanałowe moduły + 2 kanały dla efektów
  - rozdzielczość 336*260 (usunięte ramki górna i dolna plus 16 pikseli lewej)